# Меді Солов
Медісон Сара Солов (пол. Madison Sarah Solow / англ. Madison Sarah Solow; нар. 30 березня 1992, Торонто, Онтаріо, Канада) — канадська та польська футболістка, півзахисниця португальського клубу ДУШ (Логроньйо) та національної збірної Польщі.

## Ранні роки
Протягом року навчалася в Академії Воган Роуд у кварталі Йорк міста Торонто, а в 2005 році переїхала до Флориди. Після закінчення середньої школи IMG Academy High School в Брейдентоні, у 2010 році вступила до Університету Флориди на факультет соціальних і поведінкових наук. У 2011 році переїхала в Каліфорнійський університет в Ірвайні, де вивчала кримінологію, право та суспільство протягом трьох років. Під час семестрової перерви 2011 року вона працювала волонтером у неприбутковій організації Generation Joy вчителем англійської мови в Квазулу-Наталі (Південна Африка). У 2015 році залишила Північну Америку й перебралася до Ісландії та Італії, де з вересня 2016 року поєднувала футбольну кар’єру з роботою вчителем англійської мови у Green School у Вероні.

## Клубна кар'єра
Розпочала свою кар'єру в Національному тренувальному центрі Онтаріо (NTCO) в Торонто, у віці 13 років переїхала до США, де три роки грала в футбольній академії IMG. З 2009 по 2010 рік грала зі своєю співвітчизницею Ніколь Гілл за футбольний клуб «Серено» в Аризоні. Окрім цього, у 2005 році шість місяців виступала за «Воган Роад Вайперс», жіночої футбольної команди «Воган Роад Академі», і чотири роки за IMG Academy Ascenders, жіночої футбольної команди середньої школи IMG Academy у Флориді. Солов грала за «Флориду Гаторс» після закінчення середньої школи та за UC Antaters протягом трьох років з 2011 по 2014 рік, де грала за ANB Futbol під час семестрової перерви 2013 року та «Янг Ганнерс» в Лізі відкритого футболу Торонто. Під час семестрової перерви 2014 року вперше зіграла за «Торонто Леді Лінкс», а з червня по серпень грала за «Смокі» у дорослій футбольній лізі Downsview Park Adult Soccer League. Після закінчення університету в 2014 році переїхала з Північної Америки до Ісландії, щоб приєднатися до «Троттур» (Рейк'явік) у квітні 2015 року, і до вересня 2015 року працювала на 11 посадах у Pepsi-deild kvenna. 18 вересня 2015 року перейшла з Ісландії в італійську Серію B на «К'єво Верона», і здобув з ним перемогу в групі 2016/17 років і, таким чином, прямий вихід до Серії А Італії. 29 вересня 2017 року підписала новий дворічний контракт з валльполічельським клубом. 16 серпня 2018 року підписала контракт із швейцарським «Базелем».

## Кар'єра в збірній
У 2009 році вперше отримала виклик до дівочої збірної Канади (WU-17). У травні 2009 року отримала свій перший виклик до національної збірної Канади під керівництвом Кароліни Мораче для перегляду в Торонто. Рік по тому вирушила до молодіжної збірної Канади (WU-18) до тренувального табору в Аллістоні, Онтаріо брав участь у двох товариських матчах. Влітку 2015 року отримала запрошення від Польського футбольного союзу. 17 липня 2015 року отримала виклик до національної збірної Польщі на кубок Балатону. Дебютувала за національну збірну Польщі 5 серпня 2015 року у фіналі Кубку Балатону проти Словаччини. Після цього 22 жовтня 2015 року відбулася ще одна гра кваліфікації чемпіонату світу 2015, також проти Словаччини, де вийшла на заміну Катажині Далещик у компенсований час.

## Кар'єра тренера
З травня 2007 року по травень 2010 року працювала тренером молоді (6-17 років) в Академії Андрієн Серіу в Торонто.